# Piz d'Urezza
Piz d'Urezza är en bergstopp i Schweiz.   Den ligger i regionen Engiadina Bassa/Val Müstair och kantonen Graubünden, i den östra delen av landet, 200 km öster om huvudstaden Bern. Toppen på Piz d'Urezza är 2 906 meter över havet, eller 289 meter över den omgivande terrängen. Bredden vid basen är 2,1 km.
Terrängen runt Piz d'Urezza är bergig åt sydost, men åt nordväst är den kuperad. Närmaste större samhälle är Davos, 20,0 km nordväst om Piz d'Urezza. 
Trakten runt Piz d'Urezza består i huvudsak av gräsmarker. Runt Piz d'Urezza är det mycket glesbefolkat, med 4 invånare per kvadratkilometer.